# На них уся надія (фільм, 2023)
На них уся надія (пол. W nich cala nadzieja) — фантастичний фільм польського режисера Пьотра  Бєдроня, вперше представлений 8 серпня 2023 року на кінофестивалі Octopus.

## Сюжет
Події фільму відбуваються у недалекому постапокаліптичному майбутньому після кліматичних воєн, коли люди воювали за ресурси. Земля забруднена токсичними викидами, колишня інфраструктура зруйнована.
Ті, кому вдалося врятуватися, мешкають в окремих поселеннях, розташованих, у більшості, на гірських плато.
Серед них дівчина на ім'я Єва. Її батько-військовий, поселив її у спеціально збудовану оселю під охороною Артура — бойового робота.  Артур запрограмований на охорону периметру будівель та особисто Єви. Однією зі складових його програми є постійний запит паролю в разі прибуття когось, у тому числі і Єви, до оселі.
Єва періодично виїздить у забруднене, покинуте місто, щоб поновнити запаси інструментів та деталей для забезпечення життєдіяльності оселі.
Одного разу, повернувшись із міста, Єва не може відказати новий пароль, який змінився під час її відсутності.
Вона розуміє абсурдність ситуації, але Артур, як машина, позбавлений емпатії та, незважаючи на всі аргументи Єви, не пускає її до оселі, погрожуючи застосуванням зброї. При цьому він погоджується, що знає Єву, як господарку і повинен охороняти її та поряд із цим, посилається на інструкцію, за якою повинен почути пароль.
Артур також розуміє, що Єві необхідна вода. Це розуміє і Єва, благаючи Артура пропустити її до будинку. Та при кожній спробі Єви наблизитись, робот погрожує зброєю. Дівчина, маючи обмежений час, сподівається винайти запас води на електростанції, яка продовжує працювати в автоматичному режимі, але її сподівання не виправдовуються.
Вона пробує потрапити до оселі через хитрощі, які також не спрацьовують.
Єва розуміє, що невдовзі помре та прохає Артура подбати про лаванду, насіння якої вона посадила після повернення з міста. Слово «лаванда», робот приймає як пароль, але вже занадто пізно — Єва помирає через зневоднення.

## Сприйняття
За відгуком Амелії Сарновської, редакторки порталу Onet kultura, «фільм відрізняється сміливістю зазирнути в майбутнє, в якому жоден із оптимістичних сценаріїв для людського роду, ймовірно, не здійсниться…Це змушує нас усвідомити, що для виживання самої планети виживання людей не є настільки необхідним, як нам хотілося б».

## Відзнаки та нагороди
- Нагорода Electrolux за найкращий екологічний фільм та відзнака за кращу режисуру за на фестивалі польського кіно, 2023[3];
- Премія Мельєса на міжнародному кінофестивалі у Трієсті, 2023[4].